# 73 ق هـ
73 ق هـ هي السنة الثالثة والسبعون السابقة للهجرة النبوية، وهي توافق ما بين سنتي 550 و551 حسب التقويم الميلادي، أي أنها بدأت في سنة 550م وانتهت في سنة 551م.